# Эрнестина
Эрнестина (порт. Ernestina)  —  муниципалитет в Бразилии, входит в штат Риу-Гранди-ду-Сул. Составная часть мезорегиона Северо-запад штата Риу-Гранди-ду-Сул. Входит в экономико-статистический  микрорегион Пасу-Фунду. Население составляет 3129 человек на 2006 год. Занимает площадь 239,147 км². Плотность населения — 13,1 чел./км².

## История
Город основан 11 апреля 1988 года. 

## Статистика
- Валовой внутренний продукт на 2003 составляет 55.519.897,00 реалов (данные: Бразильский институт географии и статистики).
- Валовой внутренний продукт на душу населения на 2003 составляет 17.880,80 реалов (данные: Бразильский институт географии и статистики).
- Индекс развития человеческого потенциала на 2000 составляет 0,806 (данные: Программа развития ООН).